# Clavé
Clavé é uma comuna francesa na região administrativa da Nova Aquitânia, no departamento de Deux-Sèvres. Estende-se por uma área de 19,53 km². Em 2010 a comuna tinha 366 habitantes (densidade: 18,7 hab./km²).